# Brühwurst
El  Brühwurst  (o literalment  salsitxa escaldada  en alemany) es denomina a la cuina alemanya a una tipologia de salsitxa elaborada mitjançant cocció en aigua escaldada o al forn. La seva elaboració és oposada a la de l'Bratwurst, ja que en la Brühwurst la carn està cuinada. En aquesta categoria es pot veure les Wiener Würstchen (salsitxes de Viena), o les Frankfurter Würstchen (salsitxes de Frankfurt), així com la Weißwurst, es denomina així a qualsevol salsitxa o embotit que té condiments com ara la mortadel (que és d'origen italià), la  bierwurst  (salsitxa de la cervesa) i la  Lyon  així com la Leberkäse. Les Brühwurst tenen un contingut aproximat de 50% carn, 25% greix si un 25% aigua.